# Fiebre (canción de Zoé)
«Fiebre» es una canción y el segundo sencillo de la banda de rock alternativa mexicana Zoé desprendió del álbum Sonidos de karmática resonancia. La canción se dio a conocer el 9 de julio del 2020 a través de la discográfica Universal Music México.

## Historia
El videoclip se publicó en todas las plataformas digitales el mismo día y es tipo animado virtual artístico.
Según León Larregui autor de canción, habla sobre el control y las manifestaciones que aquejan a la sociedad.
El videoclip estuvo dirigido por Diego Vargas y León Larregui, quienes utilizaron los elementos visuales perfectos para realzar la melodía.

## Lista de canciones

### Descarga digital[8]
| Fiebre — Single |          |          |  |
| N.º             | Título   | Duración |  |
| 1.              | «Fiebre» | 4:34     |  |